# Римски мост 1 код Беле Паланке
Римски мост 1 код Беле Паланке један је од археолошких локалитета на траси Европског пута Е80, који се налази поред десне обале реке Нишаве северно од Беле Паланке. На овом лолкалитету испитани су остаци два стара моста, од којих је први зидан после Првог светског рата, а археолошки остаци другог моста указују на то  да је настао у античком периду на траси важног римског пута Remesiana – Tima cum Maius – Ratiaria, на месту на коме је прелазио реку Нишаву.

## Датовање
Како су откривени археолошки налази недовољни за  поуздано датовање моста археолошком методом, користећи  следеће посредне податке: 
- начин градње базе моста (притесан камен и речни облуци повезани малтером)
- испуне од облутака између зидова базе моста која личи на statum римског пута, Њена ширина у основи (више од 7 m) одговара ширини римског пута откривеног код Димитровграда.
- техници зидања која се у касној антици користила у Белој Паланци и њеној околини, [а]
- техници изградње гробница на оближњем Латинском гробишту.[2]

археолози сматрају  да је мост настао у првом миленијум,  односно да је највероватније мост изграђен у античком периоду.

## Положај
Према расположивим војним топографским картама из 19. и 20. века (Ђенералштабна карта и Generalkarte von Mitteleuropa) на месту некадашњег римског моста у Белопаланачкој котлини био је стари мост преко Нишаве, на путу Бела Паланка – Сврљиг,  из османског доба. Како су Османлије користиле већину путева грађених у античком периоду, археолози претпостављају да се деоница тог друма на десној обали реке Нишаве северно од Беле Паланке, на том месту поклапала са важном античком саобраћајницом Remesiana – Timacum Maius– Ratiaria,  у чијој су непосредној близини на оближњем Гладном пољу, откривени археолошки споменици.
Римски мост 1 удаљен је од Београда 280 km, од Ниша 42 km, од Пирота 27 km и од Софије 108 km.

## Материјални остаци
Археолошки локалитет Римски мост 1 је масивна камена база за мост која се налази непосредно поред бетонског моста на десној обали Нишаве. У правцу ове камене конструкције,  у води, десетак метара од леве обале Нишаве,  јасно се уочава слично грађен и ниско очуван камени стубац који по техници градње одговара остацима моста на десној обали.
Од материјалних остатака на овом локалитету археолози су открили базу моста саграђену од тесаника (квадера) и притесаног камена различитих величина, који су заливени квалитетним малтером, која је укопана у стрму обалу реке Нишаве.
Источни зид (у коме се  уочавају  фуге) неправилно је трапезасте основе која се шири  ка северу.  На најбоље очуваном јужном лицу које има дужину 5,35 m,  са ападна стране откривен је зид у дужини од 3,97 метара. 
Западни зид  је истражен у дужини од 4,35 m и у унутрашњости базе показују да су зидови различитих дебљина. 
Јужни (чеони) зид је најквалтетније урађен, највећим делом од обрађених камених блокова, док су западни и источни формирани претежно од необрађеног или само притесаног камена. Јужни зид је дебео приближно 0,80 m, а источни око 0,60 m.  
На  јужном лицу зида налазе се четири накнадно изведена плитка удубљења, од којих су прва три постављена на приближно једнаким удаљеностима од 1,0 m. Стиче се утисак дасу служила као ослонци за дрвене греде. Четврто удубљење, које се налази ближе источнојивици, обликовано је као свод везан бетоном и малтером.
База моста испу њена је набијеном песковитом земљом са доста кречњачке дробине и ситног шљунка. Завршни слој испуне састоји се од густо насутих крупних речних.